# Terje Gulbrandsen
Svein Terje Gulbrandsen (29 novembre 1944 – 25 settembre 2015) è stato un calciatore norvegese, di ruolo centrocampista.

## Carriera

### Club
Gulbrandsen vestì la maglia dello Skeid dal 1963 al 1970, vincendo la Coppa di Norvegia 1965 e il campionato 1966. Dal 1971 al 1972, fu in forza al Drafn, ricoprendo anche la carica di allenatore. Giocò poi nel Vålerengen per il seguente biennio.

### Nazionale
Conta 2 presenze per la Norvegia. Esordì il 21 settembre 1969, nella vittoria per 2-0 contro la Danimarca.

## Palmarès

### Giocatore

#### Club

##### Competizioni nazionali
- Coppa di Norvegia: 2

Skeid: 1963, 1965
- Campionato norvegese: 1

Skeid: 1966